# SC 13 Bad Neuenahr
Der SC 13 Bad Neuenahr (offiziell: Sportclub 2013 Bad Neuenahr e. V.) ist ein Frauenfußballverein aus Bad Neuenahr-Ahrweiler. Die erste Mannschaft spielt nach dem Abstieg im Jahre 2014 in der Regionalliga Südwest. Der SC 13 Bad Neuenahr ist der Nachfolgeverein des insolventen SC 07 Bad Neuenahr. Die Heimspiele finden, aufgrund der Hochwasserkatastrophe im Ahrtal vom 14. Juli 2021, seit der Saison 2021/22 im Nettetal-Stadion in Mayen statt.

## Geschichte

### SC 07 Bad Neuenahr
Der SC 07 Bad Neuenahr wurde im Jahre 1907 als FV 07 Bad Neuenahr gegründet und gilt als einer der ältesten Fußballvereine des Rheinlands. Die Frauenfußballabteilung wurde am 20. Juni 1969 gegründet, obwohl der Frauenfußball zum damaligen Zeitpunkt noch vom DFB verboten war. Nach der Legalisierung des Frauenfußballs durch den DFB gehörte der Verein zu den stärksten Mannschaften der Region und wurde 1978 Deutscher Meister.
Im Jahre 1990 gehörte die Mannschaft zu den Gründungsmitgliedern der Frauen-Bundesliga und konnte sich nach mehreren Fahrstuhljahren ab 1997 dauerhaft etablieren. Größter Erfolg war dabei Platz vier in der Saison 2005/06. Am 27. Mai 2013 stellte der Verein einen Insolvenzantrag und zog die Mannschaft mit dem Saisonende freiwillig aus der Bundesliga zurück.

### SC 13 Bad Neuenahr
Um den Spielbetrieb zu sichern wurde am 28. September 2013 der SC 2013 Bad Neuenahr gegründet. Diesem wurde am 9. Januar 2014 vom DFB-Ausschuss für Frauen- und Mädchenfußball die Zulassung für die 2. Bundesliga Süd erteilt. Somit übernahm der neue Verein den Platz des SC 07 zur Rückrunde der Saison 2013/14.
Sportlich verlief die Saison 2013/14 schwach. Aus den ersten 14 Spielen konnte der Verein nur fünf Punkte holen und fand sich somit im Tabellenkeller wieder. Nach einem 1:1 im Heimspiel gegen den TuS Wörrstadt wurde Trainer Carsten Beschorner von seinen Aufgaben entbunden. Nachfolger wurde am 19. März 2014 Thomas Remark, der zuvor die Männermannschaft der SG Bad Breisig betreute. Auch unter seiner Regie konnte der Abstieg in die Regionalliga Südwest nicht verhindert werden.
In den nächsten vier Regionalligajahren landete man auf Platz sechs, zwei und zweimal auf Platz vier. 2022 wurde die Mannschaft Vizemeister hinter dem 1. FC Saarbrücken.

## Umfeld

### Stadion
Die Mannschaften des SC 13 Bad Neuenahr trugen ihre Heimspiele im Apollinarisstadion von Bad Neuenahr aus. Aufgrund der Zerstörung des Stadions im Verlauf der Hochwasserkatastrophe am 14. Juli 2021, trug die erste Frauenfußball-Mannschaft sowie das U17-Bundesliga-Team der Frauen zwischen der Saison 2021/22 bis zum Ende des Jahres 2024 ihre Heimspiele im Nettetal-Stadion im rund 20 Kilometer südlich gelegenen Mayen aus. Am 3. November 2024 fand das erste Heimspiel im Apollinarisstadion gegen die TuS Issel statt.

### Nachwuchsförderung
Im Sommer 2006 entstand an der Ursulinen-Klosterschule eine DFB-Eliteschule, die mit dem Potsdamer Sportinternat vergleichbar ist. Dort erhielten in Zusammenarbeit mit dem Fußballverband Rheinland talentierte Nachwuchsspielerinnen neben der Schulausbildung noch die Möglichkeit, auf hohem Niveau zu trainieren. Das Sprungbrett für die jungen Spielerinnen war die zweite Mannschaft. Darüber hinaus hat der Verein vier Nachwuchsmannschaften. Am 31. Juli 2016 wurde die DFB-Eliteschule geschlossen.
Weiter kooperiert der Verein mit dem TSV Emmelshausen, der mit drei Mädchen- und zwei Damenmannschaften im Spielbetrieb die Ausbildung der talentierten Mädchen unterstützt. Mehrere in Bad Neuenahr spielende Frauen und Mädchen (u. a. Tabea Müller, Marie Pyko, Jana Dörr) haben über den TSV Emmelshausen den Sprung nach Bad Neuenahr bereits geschafft.
Die Kooperation wurde im Mai 2013 durch den SC 13 Bad Neuenahr Koordinator Sijamak Sauer und dem TSV Emmelshausen Verantwortlichen Harald Haneder im Rahmen des gemeinsam durchgeführten Talenttages bekanntgegeben.